# Zakoni o pobačaju članica EU
Zakoni o pobačaju članica Evropske unije obuhvataju brojne zakone, uredbe, sudske odluke, krivične zakone/zakonike, kodekse javnog zdravlja, medicinske etičke kodekse, itd, kojima je regulisana ova problematika. Ovi zakonski propisi, i pored toga što su najvećim delom ujednačeni u pogledu predviđenih zakonskih razloga za prekid trudnoće, u sledećim odredbama različito stavljaju akcenat, na pojedina prava i razlikuju se po sledećim tumačenjim: rizika po život žene, rizika po zdravlje žene, trudnoće kao posledicekrivičnog dela, rizika po oštećenju fetusa, socijalno-ekonomskim razlozima, pobačaju na zahtev i ostalim drugim razlozima (starost žene, mentalna ili fizička nesposobnost da se brine o detetu i ranije rođena deca), koji će biti obijašnjeni na ovoj stranici.

## Rizik po život žene
Rizik po život žene obuhvata ozbiljan razlog za pobačaj, zbog neposrednog rizika po život trudne žene koji se ne može na drugi način otkloniti, osim samo prekidom trudnoće.
Kao izričit razlog ovaj razlog nije naveden u zakonima Belgije i Holandije, već se podvodi pod opštu formulaciju „stanja ozbiljne nevolje za trudnu ženu”, dok je u zakonu Letonije obuhvaćen „medicinskim razlozima”.
Zakoni Estonije, Francuske i Španije rizik po život žene svrstavaju u razloge koji predstavljaju rizik po zdravlje žene.
Rizik po život žene je i jedini dozvoljen zakonski razlog za prekid trudnoće u Irskoj.

## Rizik po zdravlje žene
Rizik po zdravlje žene mnogi zakoni u Evropskoj uniji smatraju kao ozbiljan, neposredan rizik koji bi nastavak trudnoće i/ili rođenje deteta imao po fizičko i mentalno zdravlje žene (odn. ozbiljno bi ga narušio), i koji se ne može na drugi način otkloniti.
Zakoni Letonije i Holandije ne sadrže izričitu formulaciju „rizik po zdravlje”, već opštu odredbu „medicinski razlozi” odn. „stanje nevolje za ženu”.
Zakon Nemačke određuje da rizici po mentalno zdravlje žene uključuju i slučajeve medicinski potvrđenog deformiteta fetusa i zdravstvene rizike koji su posledica socijalno-ekonomskih uslova.

## Trudnoća kao posledica krivičnog dela
Ako je trudnoća nastala kao posledica krivičnog dela to može biti razlog za pobačaj. I dok u jednom broju zakona ova klauzula ne postoji (Austrija, Estonija, Litvanija, Rumunija), u drugom broju zakona ona se podvodi pod „stanje nevolje” koju bi trudnoća i/ili rođenje deteta stvorili za ženu.
U zakonu Švedske trudnoća kao posledica krivičnog dela spada u „ozbiljne razloge” za prekid trudnoće. Zakoni koji ga izričito pominju i nabrajaju konkretna krivična dela kao što su silovanje, povreda seksualnih sloboda (Danska), seksualni odnos sa maloletnicom (Grčka), incest (Grčka), seksualni odnos sa ženom koja nije sposobna da pruži otpor (Grčka).

## Rizik po oštećenje fetusa
Rizik po oštećenje fetusa kao razlog za pobačaj obuhvata situacije kad je medicinski nesporno da će nastavak trudnoće dovesti do ozbiljnog oštećenja fetusa ili da fetus ima ozbiljne fizičke i/ili mentalne nedostatke. Takva formulacija postoji u većini zakona, pojedinačno ili u sklopu opšteg razloga (npr stanja nevolje za ženu, medicinskih razloga ili ozbiljnih razloga).
Jedini zakon u kome se ne spominje ovaj rizik je zakon Rumunije.
Zakon Češke kao razlog, pored oštećenja fetusa, navodi i nesposobnost fetusa za život, kao jedan od razloga za dopušten prekid trudnoće.

## Socijalno-ekonomski razlozi
Socijalno-ekonomski razlozi podrazumevaju da:
- trudnoća i/ili rođenje deteta predstavlja veliki teret za ženu (i njenu porodicu)
- da stvara za ženu stanje nepodnošljive teškoće.[4]

U odnosu na prethodno navedene razloge, Zakon Italije predviđa „ekonomske, socijalne ili porodične okolnosti” kao dopušten osnov za prekid trudnoće, dok mnogo manji broj zakona ih predviđa, ali postoji velika mogućnost podvođenja konkretnih (u suštini socijalnih ili ekonomskih) razloga pod ostale, obično opšte postavljene kao što je „stanje nevolje”, pa čak i medicinske, kao što je npr. rizik po život žene jer postoje samoubilačke ideje.

## Pobačaj na zahtev
Formulacija „pobačaj na zahtev”, za koji načelno nije potrebno navoditi bilo kakve razloge, obično je vezana za određeni rok, i najčešče iznosi 12 nedelja od začeća:
- 11 nedelja je rok predviđen zakonom Estonije,
- 13 nedelja zakonom Holandije,
- 18 nedelja zakonom Švedske.

U kasnijim stadijumima trudnoće, ako je zahtev dozvoljen, uz njegovo postavljanje mora biti naveden i konkretan razlog.

## Ostali razlozi
- Starost žene — navode zakon Austrije kao razlog za trudnoću maloletnice do 14 godina, zakon Estonije dozvoljava pobačaj ako je žena mlađa od 15 ili starija od 45 godina, a zakon Finske ako je mlađa od 17 ili starija od 40 godina.
- Mentalna ili fizička nesposobnost žene — odnosi se na sposobnost žene da se brine o detetu i kao razlog postoji u zakonima Danske i Finske.
- Ranije rođena deca — prema sopstvenom zakonu Finska dozvoljava pobačaj ženi koja je već rodila četvoro dece.[4]

## Gestacioni period
Zakonima dopušteni osnovi za prekid trudnoće vezani su za različite gestacione periode (određeni u danima, mesecima ili nedeljama). Kako svaki od zakona Evropske unije usvaja sopstveno rešenje, nema neke veće ujednačenosti, pa tako neki zakoni određuju gornju granicu do koje je moguće izvršiti pobačaj, na primer:
- Belgija, Francuska, Luksemburg: do 12. nedelje,
- Češka, Danska, Finska, Mađarska, Grčka: do 24. nedelje,
- Estonija: do 21. nedelje,
- Francuska, Litvanija, Španija, Švedske: do 22. nedelje;
- Holandija određuje gornju granicu: „do viabiliteta fetusa — 29 nedelja”.
- Italija, Poljska, Rumunija i Slovačka taj datum ne određuju, dok Kipar i Irska uopšte ne određuju gestaciono ograničenje.

Jedan broj zakona određene uslove (najčešće opasnost po život i zdravlje žene i rizik po oštećenje fetusa) ne vezuje za vremenski, gestacioni, period već smatra da kada nastupe ti razlozi trudnoća može da se prekine bez obzira u kom je gestacijskom periodu ili starosti.

## Literatura
- Gordana Kovaček Stanić, Kriterijumi za liberalnost u regulisanju prekida trudnoće, Zbornik radova Pravnog fakulteta u Novom Sadu, broj 1-3, 1995, str.163-173.